# القوات المسلحة لسان مارينو
القوات المسلحة لسان مارينو أو القوات المسلحة السامارينية ( الإيطالية: Forze Armate Sammarinesi ) هي القوات العسكرية الوطنية لجمهورية سان مارينو. تُعد واحدة من أصغر القوات العسكرية في العالم، حيث تمتلك فروعها المختلفة وظائف متنوعة بما في ذلك: أداء الواجبات الاحتفالية؛ ودوريات الحدود؛ وحراسة المباني الحكومية؛ ومساعدة الشرطة في القضايا الجنائية الكبرى. هناك أيضًا قوات الدرك العسكري التي تعد جزءًا من القوات العسكرية للجمهورية. يعتمد السلك العسكري بأكمله في سان مارينو على تعاون القوات المتفرغة وزملائهم المتطوعين، والمعروفين باسم Corpi Militari Volontari ، أو القوة العسكرية التطوعية. يُعد الدفاع الوطني في مواجهة أي قوة خارجية عدوانية هو، مسؤولية القوات المسلحة الإيطالية بحكم الاتفاق. تتميز الأجزاء المكونة للجيش (بخلاف فيلق القوس والنشاب التاريخي) (كما هو الحال في العديد من الدول) بشعارات قبعات مميزة، واحدة لكل من حرس القلعة (بالزي الرسمي)، وحرس القلعة (المدفعية)، وحرس المجلس، والميليشيات الموحدة، والفرقة العسكرية (الفرقة الموسيقية)، والدرك.  لا توجد خدمة إلزامية، ولكن في ظل ظروف خاصة، يجوز تجنيد المواطنين الذين تتراوح أعمارهم بين 16 إلى 55 عامًا للدفاع عن الدولة. 

## معرض الصور
|  |  |  |  |  |